# Zoagli
Zoagli là một đô thị ở tỉnh Genova thuộc vùng Liguria, nằm ở vị trí cách khoảng 30 km về phía đông nam của Genova. Tại thời điểm ngày 31 tháng 12 năm 2004, đô thị này có dân số 2.572 người và diện tích là 7,6 km².
Đô thị Zoagli có các frazioni (đơn vị cấp dưới, chủ yếu là thôn làng) Sant’Ambrogio, Semorile, và San Pietro di Rovereto.
Zoagli giáp các đô thị sau: Chiavari, Coreglia Ligure, Leivi, Rapallo, San Colombano Certénoli.